# 杉江雅彦
杉江 雅彦（すぎえ まさひこ、1931年 - ）は、日本の経済学者、同志社大学名誉教授。専門はミクロ経済学、金融論。経済専門紙誌などにコラムを執筆するなど、マネーエッセイストとしても活動。
同志社大学商学部および大学院商学研究科卒業、イタリアのエンリコ・マッティ校応用経済学コース修了。同志社大学助教授、教授。1985年、「投機と先物取引の理論 わが国先物取引制度の成立に関する研究」で愛知学院大学商学博士。2002年定年退任、名誉教授。2002年奈良市教育委員（うち3年は委員長）。2012年春、瑞宝中綬章叙勲。

## 著書
- 株の科学 値動きの理論と儲ける戦術 光文社 1975 カッパビジネス
- 株式投資のニューテクニック 相場の波を乗り切る秘訣 ソーテック社 1976
- 株式価格の理論 多賀出版 1983.7
- 投機と先物取引の理論 わが国先物取引制度の成立に関する研究 千倉書房 1984.6
- 「カジノ資本主義」の登場 高まる不確実性と現代企業の対応 同志社大学出版部 1987.5
- 経済天気図25年 京都新聞社 1995.5
- 入門先物経済 知碩書院 1997.11
- ユダヤ、アングロサクソンに勝つ知的武装 先物文化の復興が日本の命運を決める 光陽企画 1998.10
- 正しく学ぶ先物経済 醍醐書房 1999.7 先物文化研究所叢書
- 商業学を学ぶ 市場に生きる商業と商人 醍醐書房 2000.7
- 証券に関する12章 萌書房 2001.7
- 金の誘惑には勝てない マネー千夜一夜 時事通信出版局 2008.11
- 論語に学ぶ教師力 萌書房 2011.11

## 共編著
- 証券論　住ノ江佐一郎、嶋田昭孝共著 ダイヤモンド社 1967
- 証券投資の理論　住ノ江佐一郎、嶋田昭孝共著 東洋経済新報社 1968
- 株価理論の探求 千倉書房 1972
- 証券論25講 神木良三、坂下晃共著 晃洋書房 1989.7
- アジアNIEsの金融・証券市場 晃洋書房 1991.7
- 証券・金融市場の新たなる展開 晃洋書房 2002.12
- 庶民金融論 消費者金融を理解するために 片山隆男、神木良三共編 萌書房　2005.5